# 小百合さんの妹は天使
『小百合さんの妹は天使』（さゆりさんのいもうとはてんし）は、伊藤ハチによる日本の漫画作品。『月刊コミックフラッパー』（KADOKAWA）にて2014年8月号から2016年7月号まで連載。
13年間離ればなれになっていた姉と妹の再会を描いた百合コメディ。

## あらすじ
小百合さんは13年前の両親の離婚がきっかけで、誰からも愛されないと心を閉ざして生きてきた。彼女が唯一気にかけていた、父に引き取られた妹の美琴が小百合さんの前に現れる。13年ぶりに再会した17歳の妹は天使の輪っかと羽をまとっていた。「おねえちゃんとコイビトになりたい」と愛情表現をする妹との同居生活が始まる。

## 登場人物
小林 小百合（こばやし さゆり）
本作の主人公。27歳。フラワーショップで働いている。
13年前に両親が離婚した際、母に引き取られた（父に捨てられた）ことがきっかけで、誰からも愛されないと心を閉ざして生きてきた。
再会した妹の美琴との同居生活の中で、徐々に心を開いていく。
実は父に捨てられたというのは勘違いであり、美琴の手術の為に父が美琴を引き取り、小百合は母と暮らしなさいと言われた事が最終回で明かされた。
小林 美琴（こばやし みこと）
本作のもう一人の主人公。17歳。高校に通っている。
両親の離婚で父に引き取られていたが、姉の小百合の前に突然現れ、一緒に暮らし始める。
小百合のことを愛しており、「おねえちゃんとコイビトになりたい」などの愛情表現をする場面が多い。
天使の輪っかと羽をまとっており、小百合や男鹿など一部の人物しか見ることができない。
実は産まれた時から身体が弱く、ほとんど寝たきりの状態で、彼女の手術の事で揉めた事が離婚のきっかけとなった事が最終回で明かされる。
父に介護されながら暮らしていた。ある日小百合に会いたくなって家を出たが途中で倒れ、その際に神様にお願いして1年間だけ天使の姿で居られるようにして貰った事が判明する。天使で居られる期間が過ぎてからは突然姿を消し（写真等からも彼女の姿が消える）小百合と男鹿以外から彼女に関する記憶も消えるが、離婚後に初めて父に連絡を取った小百合によって病院で植物状態となっている事が判明し、小百合のキスで目を覚ます。退院後は車椅子生活となり、小百合に介護されながら暮らす。
男鹿 ゆうき（おが ゆうき）
大学2年生。小百合が働くフラワーショップにバイトとして働き始める。
女性だが、見た目がボーイッシュでイケメンのため、男に間違えられることが多い。
かわいいもの（ゆるキャラなど）が好きだが、自分には似合わないと考えている。
山本 姫子（やまもと ひめこ）
17歳。美琴と同じ高校に通っている。
リボンやレース、チェック柄などかわいいものが好き。
男鹿と一緒にいるところを目撃され、友達に彼氏がいると嘘をついてしまう。その嘘がきっかけで、男鹿に彼氏役をお願いする。
草薙 ちひろ（くさなぎ ちひろ）
28歳。フリーのカメラマンとして働いている。女の子を可愛く撮る事が得意で、仕事柄男鹿を一目で女性と見抜いた。美琴をモデルに写真を撮りたいと小百合に頼み込む。高校時代は自分で決められない性格で、父親には大学へ行き、良い所に就職するように言われていた。そんな時に小百合に出会い、お互いに孤独という立場にあった為、小百合に自分を重ねていた。小百合に励まされた事で親の反対を押し切りながらも夢だったカメラマンの仕事に着く。ある日マーガレットを買う為に小百合の働いているフラワーショップを訪れ、小百合と再会をするが、彼女は自分を覚えていなかった為、ショックを受ける。実は美琴同様小百合に恋愛感情を抱いており、美琴をモデルに写真を撮りたいと頼んだのも小百合に触れた手や唇に触れてみたかった為であった。ある日小百合をアパートに連れ込み一線を超そうとするが、そこへ美琴が来た為未遂に終わる。その後は高校時代の自分が孤独にしたと責任を感じた小百合によって友達になろうと提案され改心する。その後は腕を磨く為に、小百合と美琴に見送られる方で海外に旅立つ。

## 書誌情報
- 伊藤ハチ 『小百合さんの妹は天使』 KADOKAWA〈MFコミックス フラッパーシリーズ〉全4巻

| 巻数 | 初版発行日         | 収録内容                 | ISBN              |
| ---- | ------------------ | ------------------------ | ----------------- |
| 1    | 2015年1月23日発売  | 第1 - 5話 + 描き下ろし   | 978-4-04-067248-9 |
| 2    | 2015年6月23日発売  | 第6 - 11話 + 描き下ろし  | 978-4-04-067539-8 |
| 3    | 2015年12月22日発売 | 第12 - 16話 + 描き下ろし | 978-4-04-067863-4 |
| 4    | 2016年7月23日発売  | 第17 - 21（最終）話      | 978-4-04-068290-7 |